# Johannes de Doperkerk (Sund)
De kerk van Sund is de grootste stenen kerk in de autonome Finse regio Åland, gelegen in de gemeente Sund op het hoofdeiland van Åland. Het is, samen met de kerk van Jomala, de oudste kerk van Åland.

## Het kerkgebouw
De kerk van Sund is een hallenkerk met een tweebeukig schip, gebouwd in lokaal rood rapakivi-graniet. Veel aspecten van het ontwerp en interieur van de kerk wijzen op invloeden vanuit Gotland.

## Geschiedenis
De kerk van Sund werd gebouwd in het eind van de 13e eeuw en is, net als veel andere kerken op Åland, gebouwd in de nabijheid van een grafveld uit de ijzertijd. Tot de 15e eeuw was het de moederkerk van de kapellen in Vårdö en Kumlinge.
Het schip werd als eerste gebouwd, tussen 1250 en 1275. Deze leeftijd is vastgesteld door analyse van de metselmortel, en komt overeen met de leeftijd van het triomfkruis in de kerk. De muren hadden destijds ook allerlei fresco's. Enkelen daarvan zijn bewaard gebleven en tonen heiligenfiguren. In het begin van de 14e eeuw werd eerst de toren aan de westzijde aangebouwd, en iets later werd de sacristie aan de noordzijde toegevoegd. De toren had aanvankelijk waarschijnlijk een eenvoudige piramidevormige top; de huidige torenspits is van latere datum. In de 15e eeuw werd het kerkportaal aan de zuidkant toegevoegd. Sinds 1658 bevindt de ingang zich overigens aan de westzijde, via de toren.
In 1678 werd de kerk getroffen door een brand die zo heftig was dat zelfs de gewelven werden beschadigd, de middeleeuwse kerkklok barstte en de muren ontzet raakten. Het kerkinventaris bleef gespaard, maar raakte wel beschadigd doordat het na de brand enige tijd aan weer en wind heeft blootgestaan. Men had de rest van de 17e eeuw nodig om de schade van de brand te verhelpen. In die periode werd ook de huidige torenspits geplaatst, die waarschijnlijk zo'n 5 meter hoger is dan de oorspronkelijke spits die met de brand verloren was gegaan.
In de 18e en 19e eeuw werden verschillende ramen vergroot om meer licht in de kerk toe te laten, en waren er verschillende andere kleine verbouwingen.
In 1921 werd de kerk opnieuw getroffen door een heftige brand. Het hele dak ging verloren, en ook het interieur liep grote schade op, vooral in de toren.
In 1998-1999 onderging de kerk een grondige en goed gedocumenteerde restauratie, waarbij muren en inventaris zorgvuldig werden gereinigd, en de nog overgebleven fresco's werden gerestaureerd. Anders dan gebruikelijk, is er bij die restauratie geen archeologisch bodemonderzoek verricht.

## Inventaris
- De fresco's dateren uit het einde van de 13e eeuw en bestaan uit ingelijste geïsoleerde heiligenfiguren waarin de heilige Margaretha en de heilige Catharina van Alexandrië te herkennen zijn.
- Het ruim vijf meter hoge triomfkruis is door middel van dendrochronologie gedateerd op het midden van de 13e eeuw. Het lichaam van Christus is gemaakt van eikenhout uit de regio Sleeswijk-Holstein, terwijl het kruis uit lokaal elzenhout is vervaardigd. De pluggen die de armen met het lichaam verbinden, zijn gemaakt van lokaal grenenhout. Daaruit kan worden geconcludeerd dat het kruisbeeld uit verschillende stukken is opgebouwd, die ter plekke zijn geassembleerd en geverfd.
- Er is een groot altaarstuk van Oost-Baltisch houtsnijwerk uit het midden van de 15e eeuw.
- In 1672 was de kerk de eerste van Åland, en de tweede van heel Finland, die een kerkorgel kreeg. In 1764 kreeg de kerk een orgel van de hand van de Zweeds-Finse organist en orgelbouwer Carl Petter Lenning.[1] In 1860 bouwde Anders Thulé een orgel, dat in 1915 uitgebreid werd door de Deense orgelbouwer Zachariassen. In 1973 werd dat orgel buiten gebruik genomen en vervangen door het huidige orgel.[2]

Meubels en armaturen zijn beschadigd geraakt tijdens de 'grote woede' van 1713-1721.